# Michalina Koscielniak
 (avril 2024).
Pour les articles homonymes, voir Koscielniak.
Michalina Koscielniak (née en 1978 ou 1979) est une reine de beauté, élue Miss Germany en 1998.

## Biographie
Le 14 janvier 1998, la jeune femme de Delmenhorst, alors élève de Gymnasium et âgée de 19 ans, est élue Miss Germany au Space Dream Musical Theater à Berlin-Tempelhof, en même temps que Mister Germany Adrian Ursache (23 ans) de Berlin. Lors de l'élection de Queen of the World le 22 novembre de la même année à Bonn, elle arrive troisième.
Elle est ensuite modèle photo et animatrice. Koscielniak, d'origine polonaise, anime en allemand l'élection de "Miss Polonia in Deutschland" à Herne en 2002, l'animation en polonais étant assurée par Lech Krychowski.
En 2001, elle commence des études d'économie à l'Université de Brême et en 2006 d'administration des affaires aussi à Brême.
Dans l'édition allemande de mars 2006 de Playboy, elle pose dans une série de photos Les plus belles étudiantes d'Allemagne.